# Crush On You
«Crush On You» —en español: «Colada por ti»— es una canción interpretada por la rapera, compositora y cantante estadounidense Lil' Kim, de su álbum debut Hard Core, y como colaboradores, el exintegrante del grupo Junior M.A.F.I.A. Lil' Cease y The Notorious B.I.G. en el coro. Fue lanzada el 10 de junio de 1997 bajo los sellos Big Beat Records, Undeas Records, Atlantic Records y Warner Music Group como segundo sencillo del álbum.
Alcanzó la posición número 23 del chart de Reino Unido, UK Singles Chart. El álbum originalmente tenía la versión solitaria de Lil' Cease, mientras que la versión del sencillo aparece él como colaborador. La canción contiene un sample de Rain Dance de Jeff Lorber.

## Antecedentes y desarrollo
La canción estaba planeada en ser un dueto entre Kim y Cease desde un principio, pero tiempo después de grabar el videoclip de su sencillo debut "No Time", Kim quedó embarazada; tiempo después decidió abortar por depresión a lo que llevó a Lil' Kim a tomar un hiato de la música. Esto resultó a que Lil' Cease apareciera solo en la versión del álbum.

## Composición y samples
El coro interpretado por The Notorious B.I.G. "He's a slut, He's a hoe, He's a freak, got a different girl everyday of the week" fue sampleado años después en So What, canción de Field Mob y Ciara. Crush On You ha sido sampleada por muchísimas canciones como Right There de Ariana Grande, Down 4 U de Ja Rule, Fuck On You de City Girls, Knock Knock (Remix) de Kanye West y Monica, Jodeci Freestyle de Drake y J. Cole y A No No de Mariah Carey.

## Vídeo musical

### Antecedentes
El vídeo musical para la canción fue grabado en febrero de 1997 y fue dirigido por Lance Rivera. Contó con apariciones de Aaliyah, Da Brat, Jay-Z, Luther Campbell, Sheek Louch, The Notorious B.I.G. y más.

### Sinopsis
El videoclip de la canción es caracterizado por la variedad de pelucas de colores que usa Kim. El tema para el vídeo fue los cambios de colores en la pista, fue basado en una escena de la película de 1978, The Wiz. Después de que el tema estuviera decidido, Kim y su estilista Misa Hylton pensaron en cambiar los outfits con los colores de acuerdo al cambio de cada escena para combinar con el contraste del fondo. El vídeo consiste en cuatro diferente colores; rojo, azul, amarillo y verde.

## Formatos y lista de canciones
- UK CD single

1. "Crush on You" (Squeaky Clean Radio Edit) - 4:00
2. "Crush on You" (Desert Eagle Discs Remix - Short / Clean) - 5:39
3. "Crush on You" (Desert Eagle Discs Remix - Instrumental) - 7:03
4. "Crush on You" (Aim Remix) - 4:33
5. "Crush on You" (Aim Instrumental) 4:33
6. "Crush on You" (A cappella) 4:32

## Créditos y personal

### Versión del álbum
Grabación
- Grabado en el estudio The Hit Factory
- Grabación por Tony Black

Personal
- Vocales - Lil' Cease
- Vocales adicionales - Notorious B.I.G.
- Productor - Andreao "Fanatic" Heard"
- Mezclas - Tony Black

### Versión del sencillo/remix
Grabación
- Grabado en el estudio The Hit Factory
- Grabación por Axel Niehaus

Personal
- Vocales - Lil' Kim, Lil' Cease
- Vocales adicionales - Notorious B.I.G.
- Productor - Andreao "Fanatic" Heard"
- Mezclas - Axel Niehaus

## Posicionamiento en listas

### Charts semanales
| Chart (1997)                         | Posición más alta |
| ------------------------------------ | ----------------- |
| UK Singles (Official Charts Company) | 23                |
| US Hot 100 Airplay (Billboard)       | 56                |
| US Rhythmic Top 40 (Billboard)       | 34                |
| US Hot R&B Airplay (Billboard)       | 9                 |

### Chart anual
| Chart (1997)                                | Position |
| ------------------------------------------- | -------- |
| US Hot Dance Maxi-Singles Sales (Billboard) | 11       |